# Petit bonheur
Petit bonheur ist ein Chanson des belgischen Musikers Salvatore Adamo aus dem Jahr 1969. Im deutschsprachigen Raum wurde das Lied im Folgejahr als Ein kleines Glück zum Nummer-eins-Hit.

## Entstehung und Veröffentlichung
Geschrieben wurde das Lied vom Interpreten selbst. Die Erstveröffentlichung von Petit bonheur erfolgte als Single im November 1969. Diese erschien als 7″-Single mit der B-Seite Mon cinéma. Während sie im französischen Raum bei La voix de son maître erschien (Katalognummer: 006-23.104 M), wurde die Single im deutschsprachigen Raum bei Columbia Records veröffentlicht (Katalognummer: 006-23 104).
Am 3. Februar 1970 erschien erstmals die deutschsprachigen Version Ein kleines Glück als Single. Als Subtexter für den deutschsprachigen Text fungierte Walter Brandin. Die Single erschien als 7″-Single bei Columbia Records und beinhaltete als B-Seite das Stück Wie mach ich dir das klar (ich lieb dich!) (Katalognummer: 006-23 137). Im Folgejahr erschien diese Version als Teil von Adamos Album Adamo singt Deutsch Folge 2 (Katalognummer: C 062-23 251). Im Jahr 1976 nahm Adamo, unter der Produktion von Christian Bruhn, das Lied im Duett mit Katja Ebstein auf. Dies erschien auf Ebsteins Album Katja & Co. (Katalognummer: EMI 1C 062-29662).
Darüber hinaus nahm Adamo das Lied unter dem Titel Pequeña felicidad in spanischer Sprache und mit dem Titel Felicità auf Italienisch auf.

## Inhalt
Im Liedtext beschreibt das lyrische Ich, dass ein „kleines Glück“, symbolisch für die Liebe zu einem anderen Menschen stehend, irgendwann einmal groß werde, wen man nur darauf warten könne.
| „Petit bonheur deviendra grand. Pourvu que Dieu pourvu que Dieu. Me prête amour toujours. Petit amour deviendra grand. Tout doucement avec le temps. Et les serments autour.“ – Refrain, Originalauszug | „Ein kleines Glück wird einmal groß. Wenn du nur warten kannst. Dann fällt es auch in deinen Schoß. Ist Liebe da nur einе Spur. Mit jedem Tag. Mit jedеm Schwur. Wird sie doch größer nur.“ – Refrain, Übersetzung |

## Chartplatzierungen
| ChartsChartplatzierungen | Höchstplatzierung | Wochen/ Monate |
| ------------------------ | ----------------- | -------------- |
| Deutschland (GfK)        | 21 (2 Mt.)        | 2 Mt.          |
| Österreich (Ö3)          | 14 (1 Mt.)        | 1 Mt.          |
| Schweiz (IFPI)           | 9 (1 Wo.)         | 1 Wo.          |
| Wallonie (Ultratop)      | 3 (22 Wo.)        | 22 Wo.         |

| ChartsChartplatzierungen | Höchstplatzierung | Monate |
| ------------------------ | ----------------- | ------ |
| Deutschland (GfK)        | 6 (4 Mt.)         | 4      |
| Österreich (Ö3)          | 1 (4 Mt.)         | 4      |

| ChartsJahrescharts (1970) | Platzierung |
| ------------------------- | ----------- |
| Österreich (Ö3)           | 6           |

## Coverversionen
- 1970 coverte der deutsche Schauspieler Peter Garden den Titel auf seinem Album Herzlichst Ihr Peter Garden.[13]
- 2012 entstand unter dem Titel M'n klein geluk eine weitere Coverversion des belgischen Sängers Luc Steeno, der es neben weiteren Titeln des Interpreten auf seinem Coveralbum Zingt Adamo herausbrachte.[14]